# Бычина
Бычина (пол. Byczyna, нем. Pitschen) — город в Польше, входит в Опольское воеводство, Ключборкский повят. Имеет статус городско-сельской гмины. Занимает площадь 5,79 км². Население 3708 человек (на 2004 год).

## Фотографии
- Польские ворота с частью городских стен
- Городская стена
- Костёл
- Башня
- Немецкие ворота
- Ратуша
- Церковь Св. Троицы
- Вид на город
- Вид на город
- Рыночная площадь
- Старая улица